# Mletačka galija "sottile"
Galije sottile (tanka, vitka) su bile vrsta galija Mletačke Republike. 
Mletačka Republika je svoju višestoljetnu političku i gospodarsku moć temeljila na velikoj ratnoj mornarici opremljenoj najsuvremenijim naoružanjem i pod zapovjedništvom iskusnih pomoraca, zahvaljujući ponajviše galijama sottile. 

## Tehnički opis
Izrađivale su se isključivo u mletačkom Arsenalu. Sam način izgradnje smatran je vojnom tajnom. Standardne istisnine oko 150 - 200 tona,  gaz oko 1,5 metara, dužine 40 do 50 metara, širine trupa od 5 do 6 metara i širine veslačke platforme od 6 do 8 metara. Maksimalna brzina do 7 čvorova (kod veslanja alla sensile). Galije sottile imale su od jednog do tri jarbola, koji su bili nagnuti prema pramcu. Glavni jarbol se nalazio na 2/3 dužine kobilice. Jarboli su se postavljali u sredinu palube prateći os kobilice,  izuzetak je bio pramčani jarbol.  Zbog težine glavnog topa (cannone) jarbol se postavljao u stranu u odnosu na os broda. Latinsko jedro se vješalo na lantinu, koja je uvijek bila dvodjelna.  Jedro kao pogon galije koristilo se samo za vrijeme povoljnog vjetra, pred bitku jedra bi se skupilo. Pramac galije je rimskog tipa (služi kao ukrcajni most), visoko uzdignut iznad mora. Na vrhu pramca nalazila se pulena (drveni kip). Na pramčanom apostisu (nosaču), bila je smještena platforma za topove koja je bila natkrivena, na gornjoj platformi je bilo mjesto za vojnike. Grapnel sidra (četverokraka sidra) su visjela na bočnim konzolama  (eng.cathed). Veslačka platforma oblika pravokutnika, postavljena iznad aerodinamičnog trupa, bila je širine od 6 do 8 metara. Na njoj se nalazilo prostor za 50 klupa, međutim dvije, sa svake strane po jedna je nedostajala, radeći mjesto za kuhinju (focone) i brodić (skif). Sve klupe su se nalazile u jednoj ravnini, lijevu i desnu grupu klupa dijelio je prolaz (corsia).  Na klupi je bilo mjesta za tri veslača (galijota). Iznad krme na palubi se nalazio prostor za zapovjednika (soprakomita) i kormilara. Prostor je bio natkriven platnom. Do 16. st. u upotrebi su bila kormila alla ponentina, koja su se vješala sa strane galije, jedno kratko vrijeme uz to kormilo koristilo se Fincati kormilo (do bitke kod Lepanta). Nakon 1571. godine, upotrebljavaju se samo ravna kormila. Na jarbolima su se isticale zastave i plamenci.

## Kormilo Fincati
Kormilo koje se upotrebljavalo na mletačkim galijama tijekom 16. st. dobilo je ime je po admiralu Fincati. Kormilo, prateći krivinu krme, imalo je oblik polumjeseca. Kod naglog okretanja dolazilo je do pucanja, pa je ovaj tip izbačen iz upotrebe. Zamijenilo ga je ravno kormilo. Na drvenom modelu mletačke ratne galije iz 16.st. zapovjednik talijanske kraljevske ratne mornarice admiral Luigi Fincati na međunarodnoj izložbi 1881. godine u Veneciji, demonstrirao je načine veslanja; alla sensile i alla scaloccio.

## Alla sensile
Način veslanja alla sensile koristio se samo na mletačkim galijama sotille. Na drvenoj klupi su tri veslača i svatko ima svoje veslo, pokret ruku veslača je 30-ak cm. Prednost ovog načina veslanja je da teret veslanja kod svakog veslača jednak. Potrebna je velika vještina i uvježbanost veslača, zbog toga veslači su mogli biti samo motivirani i slobodni ljudi. Kada bi došlo do sraza brodova, veslači su ujedno bili i vojnici. Mletačka Republika, od sredine 16. stoljeća, gubitkom teritorija i padom ekonomske moći, nije mogla popunjavati galije sa slobodnim veslačima, te se način veslanja alla scalccio počeo koristiti i na galijama sottile.

## Alla scaloccio
Način veslanja alla scaoccio upotrebljavao se na većim galijama: galeazze (galije naoružane s četrdesetak topova), galije grosse (velike galije), lanterne (zapovjedni brodovi).
Na drvenoj klupi su tri veslača (galijota) koji zajedno drže jedno veslo. Teret veslanja nije jednak, radi toga je potrebno da veslači mijenjaju mjesta. Prednost ovog načina veslanja je da veslači ne moraju biti uvježbani,  mogu biti zarobljenici ili robovi (ne primaju plaću).

## Zastava i plamenac
Zastava je bila kvadratnog oblika s krilatim lavom sv. Marka. Krilati lav simbilizira sv. Marka, zaštitnika Venecije, koji u ruci drži knjigu s natpisom: Mir s tobom sv. Marko (evanđelista). Kad bi Mletačka Republika bila u ratu umjesto ove zastave, izvjesila bi se zastava s krilatim lavom koji pod šapom drži zatvorenu knjigu i u drugoj šapi mač. Plamenac (uska duga zastava) bila je oznaka položaja u borbenoj formaciji.

## Naoružanje
Na pramčanom apostisu u 15. stoljeću topništvo mijenja balistre i katapulte. 
Jedan veliki top (cannone) kalibra 52 – 55 pdr, dužine 4,2 metara, težine 5500 lb. Dva manja topa (aspidi) kalibra 12 pdr, težine 1200 lb. Dva mala topa (falconetti) kalibra 5 – 6 pdr, težine 900 lb. Topovi se se nalazili na pramčanoj platformi i bili su usmjereni prema naprijed (nisu se mogli okretati). Platforma je bila blago nagnuta prema naprijed, zbog umanjivanja hoda topa prilikom ispaljivanja projektila. Veliki top se nalazio u središtu, kod galija koje su imale dva ili tri jarbola, pramčani jarbol se nalazio van osi broda, zbog toga u potpalublju bi se dodao balast. U naoružanje se ubrajaju i bombardeli, raspoređenih po brodu (na pramcu i krmi).

## Galijoti
Galijoti su veslači na galijama. Galijoti su mogli biti slobodni ljudi koji su služili vojni rok na galijama i za to bili plaćeni, ili zatvorenici koji su bili okovani, određenu su kaznu služili na galiji ili robovi bez ikakvih prava. U zimskom periodu, kada galije nisu plovile,  galijoti su popravljali brodove, izgrađivali luke i utvrde i sl. Zbog uštede na težini i prostoru na galijama sottile nisu postojale kabine, prostor ispod palube se koristio kao skladište hrane, vode i naoružanja. Kad galija nije plovila, galijoti bi rastavili klupe i razapeli veliko platno u obliku šatora iznad palube.

## Scapoli
Scapoli (tal. scappoli), mornarička pješadija ukrcana na galiju, u pravilu ih je bilo 30 do 50, novačeni su večinom iz Dalmacije, ali i s Jonskih otoka, Venecija se smatra prvom državom koja je imala ustrojenu specijaliziranu postrojbu mornaričke pješadije. Prvo spominjanje mletačkog mornaričkog pješaštva datira iz vremena Četvrtog križarskog rata kada je dužd Enrico Dandolo formirao postrojbu "Fanti da mar" od 5000 vojnika raspoređenih po brodovima. Upravo će oni biti ključ osvajanja Zadra i kasnije Carigrada. Nakon 1409. i trajne konsolidacije mletačke vlasti u Dalmaciji, mornarica, a s njom i korpusa mornaričkog pješaštva, počinje s postupnim novačenjem lokalnog stanovništva. Slavensko stanovništvo Dalmacije, brojem uskoro premašuje pripadnike mletačkog podrijetla, da bi krajem 16. stoljeća fanti da mar bili isključivo novačeni iz Dalmacije, a naziv schiavoni postaje sinonim za mornaričke pješake. Zbog svoje službe na brodovima, oltramarini nisu nosili pune komplete oklopa, uglavnom su nosili željezne košulje od pletenih prstenova, tzv. verižan iznad kojeg bi nosili modri veštit ili kožne oklope s metalnim pločicama ili brigantina. Naoružanje je bilo raznovrsno, uz mač (schiavona ili schiavonesca) nosili su brobene noževe kurtele i bojne čekiće.

## Popuna posade
U mirnodopskim uvjetima dvije trećine galija su u raspremi i to isključivo u mletačkom Arsenalu, a ostatak je bio u Jadranu i Egeju, tj. manji broj u daljim uporištima. Kompleks Arsenala je bio golem i u njemu se u nekim vremenima nalazilo više od stotinu rastavljenih galija. Kad je prijetio napad nekog neprijatelja ili kad je trebalo zastrašiti neprijatelje, mletačke vlasti su davale nalog da se određeni broj galija opremi, tj. postavi jarbol, jedra, snast,  te vesla i da se pošalju na popunu posadom. Tako opremljene galije samo s mornarima slale su se onda iz Arsenala u pojedine gradove (komune) i tamo se provodilo biranje i određivanje veslača kojih je bilo oko 145 – 160. Bolesti zbog uvjeta života na galijama (epidemije, jednolična prehrana), kao i ratni sukobi odnosili su živote mornara i galijota. Ako je gubitak bio manji od 1/3, zapovjednik bi temeljem interzara (odredba o dopuni) dopunio posadom galiju  (iz grada koji bi mu bio na putu). Mletačka Republika je galijotima davala plaće, uvijek unaprijed, za razdoblje od 3 do 6 mjeseci. Mjesečna plaća galijoti iznosila je 6 libara, za strijelaca, mornara i brodskog meštra 20 libri, parun 45 libri, a soprakomit 2.224 libre.

## Prehrana
Zahvaljujući sačuvanom zapisu Luciana Santorea, koji je bio zatvorenik (galijot), danas nam je poznat jelovnik na mletačkim galijama.
Jelovnik zarobljenika i robova : u luci, kada je brod u vezu, sastojao se od 500 grama kruha (suhi kruh) i jedna zdjela boba kuhanog bez začina. U plovidbi, sastojao se od 800 grama kruha i zdjela boba s dodatkom ulja i soli, svaki četvrti dan 1 dcl.  vina,  dva dana u tjednu 120 grama suhog mesa i 90 grama sira. Jelovnik za vojnika i mornara: svakodnevno 620 grama kruha i 1 dcl. vina, 120 grama masti ili 180 gr mesa i 90 grama sira. Posada je vino mogla kupiti na brodu.

## Pisciitinerarija
Itinerar je ratni put galije. Danas znamo za samo dva pisca mletačkih itinerarija, kroničara koji su izravno sudjelovali u pomorskim operacijama. To su Mlečanin Domenico Malipietro i Trogiranin Koriolan Cipiko (osnivač Kaštel Starog). Možemo im pribrojiti i Marina Sanuda koji, doduše, nije ratovao, ali je više od četrdeset godina ispisivao opširni dnevnik svih zbivanja s kojima je bio dobro upoznat kao visoki mletački državni dužnosnik.